# Drugi rząd Iva Sanadera
Drugi rząd Iva Sanadera – dziesiąty rząd Republiki Chorwacji od rozpoczęcia w 1990 procesu demokratyzacji.
Gabinet powstał 12 stycznia 2008 po wyborach parlamentarnych z tego samego roku do Zgromadzenia Chorwackiego VI kadencji. Wybory te zostały wygrane przez rządzącą w poprzedniej kadencji Chorwacką Wspólnotę Demokratyczną (HDZ), która dzięki temu zwycięstwu utrzymała władzę. Rząd ten zastąpił pierwszy gabinet Iva Sanadera. Miał on charakter koalicyjny, poza przedstawicielami HDZ w jego skład weszli ministrowie rekomendowani przez Chorwacką Partię Chłopską (HSS), Niezależną Demokratyczną Partię Serbską (SDSS) i Chorwacką Partię Socjalliberalną (HSLS). Rząd funkcjonował do 6 lipca 2009, kiedy to został zastąpiony przez powołany przez te same partie gabinet Jadranki Kosor.

## Skład rządu
| Funkcja                                                             | Minister                  | Partia | Okres urzędowania    | Okres urzędowania    |
| Funkcja                                                             | Minister                  | Partia | od                   | do                   |
| ------------------------------------------------------------------- | ------------------------- | ------ | -------------------- | -------------------- |
| premier                                                             | Ivo Sanader               | HDZ    | 12 stycznia 2008     | 6 lipca 2009         |
| wicepremier                                                         | Đurđa Adlešič             | HSLS   | 12 stycznia 2008     | 6 lipca 2009         |
| wicepremier                                                         | Slobodan Uzelac           | SDSS   | 12 stycznia 2008     | 6 lipca 2009         |
| wicepremier, minister ds. rodziny, weteranów i solidarności pokoleń | Jadranka Kosor            | HDZ    | 12 stycznia 2008     | 6 lipca 2009         |
| wicepremier, minister gospodarki, pracy i przedsiębiorczości        | Damir Polančec            | HDZ    | 12 stycznia 2008     | 6 lipca 2009         |
| minister rozwoju regionalnego, leśnictwa i zarządzania wodą         | Petar Čobanković          | HDZ    | 12 stycznia 2008     | 6 lipca 2009         |
| minister zdrowia i opieki społecznej                                | Darko Milinović           | HDZ    | 12 stycznia 2008     | 6 lipca 2009         |
| minister finansów                                                   | Ivan Šuker                | HDZ    | 12 stycznia 2008     | 6 lipca 2009         |
| minister turystyki                                                  | Damir Bajs                | HSS    | 12 stycznia 2008     | 6 lipca 2009         |
| minister kultury                                                    | Božo Biškupić             | HDZ    | 12 stycznia 2008     | 6 lipca 2009         |
| minister rolnictwa, rybołówstwa i rozwoju wsi                       | Božidar Pankretić         | HSS    | 12 stycznia 2008     | 6 lipca 2009         |
| minister spraw zagranicznych i integracji europejskiej              | Gordan Jandroković        | HDZ    | 12 stycznia 2008     | 6 lipca 2009         |
| minister morza, transportu i infrastruktury                         | Božidar Kalmeta           | HDZ    | 12 stycznia 2008     | 6 lipca 2009         |
| minister obrony                                                     | Branko Vukelić            | HDZ    | 12 stycznia 2008     | 6 lipca 2009         |
| minister sprawiedliwości                                            | Ana Lovrin                | HDZ    | 12 stycznia 2008     | 10 października 2008 |
| minister sprawiedliwości                                            | Ivan Šimonović            | bezp.  | 10 października 2008 | 6 lipca 2009         |
| minister ochrony środowiska                                         | Marina Matulović Dropulić | HDZ    | 12 stycznia 2008     | 6 lipca 2009         |
| minister nauki, edukacji i sportu                                   | Dragan Primorac           | HDZ    | 12 stycznia 2008     | 6 lipca 2009         |
| minister spraw wewnętrznych                                         | Berislav Rončević         | HDZ    | 12 stycznia 2008     | 10 października 2008 |
| minister spraw wewnętrznych                                         | Tomislav Karamarko        | bezp.  | 10 października 2008 | 6 lipca 2009         |